# Edmund Philipp Diehl
Edmund Philipp Diehl (* 9. Dezember 1894 in Gau-Odernheim; † 31. März 1955 ebenda) war ein hessischer Politiker (NSDAP), ehemaliger Abgeordneter des Landtags des Volksstaates Hessen in der Weimarer Republik und SA-Führer mit Generalsrang.
Edmund Diehl (Edmund war der Rufname) war der Sohn des Bürgermeisters und Landtagsabgeordneten Edmund Diehl (1857–1923) und seiner Frau Katharina, geborene Keller. 
Nach der Volksschule seines Heimatortes besuchte Diehl die Alzeyer Realschule und die Oberrealschule in Worms.  Anschließend absolvierte er die Weinbauschule in Oppenheim. 
Als Freiwilliger im Ersten Weltkrieg diente er von 1915 bis Kriegsende 1918 als Fernsprecher, Störungssucher und Beobachter in verschiedenen Verbänden der Fußartillerie. Er wurde an der rechten Hand sowie einem Bein insgesamt zweimal verwundet und für seine Tapferkeit ausgezeichnet. 1917 nahm er an einem Kurs zum Batterieführer/Offizier in Straßburg teil. Zuletzt stand er im Rang eines Vizefeldwebels. 
Er heiratete 1925 die vier Jahre jüngere Elisabeth Stauff aus Gau-Köngernheim. Aus der Ehe gingen drei Söhne (* 1925, 1926 und 1931) sowie eine Tochter (* 1930) hervor. Edmund Diehl war Winzer in Gau-Odernheim.
Von 1920 bis 1927 war er Mitglied der Deutschnationalen Volkspartei. Ab 1927 war er Mitglied des Gemeinderates von Gau-Odernheim. Zum 1. April 1929 trat er der NSDAP (Mitgliedsnummer 124.187) sowie gleichzeitig der SA bei. Seit 1930 war Diehl für die Partei Kreistagsmitglied in Alzey. Von November 1931 bis zur Auflösung 1933 war er für die NSDAP Mitglied des hessischen Landtags. Im Landtag war er stellvertretendes Mitglied des 3. Ausschusses. 
Ab 1933 bekleidete er den Vorsitz der in Berlin ansässigen Hauptvereinigung der Deutschen Wein(bau)wirtschaft in Reichsnährstand.    
Am 9. November 1942 wurde er zum SA-Gruppenführer befördert.
Nach dem Zweiten Weltkrieg engagierte sich Diehl in der Deutschen Partei, für die er bei der Bundestagswahl 1953 erfolglos auf der rheinland-pfälzischen Landesliste kandidierte.